# Alfred Smedberg

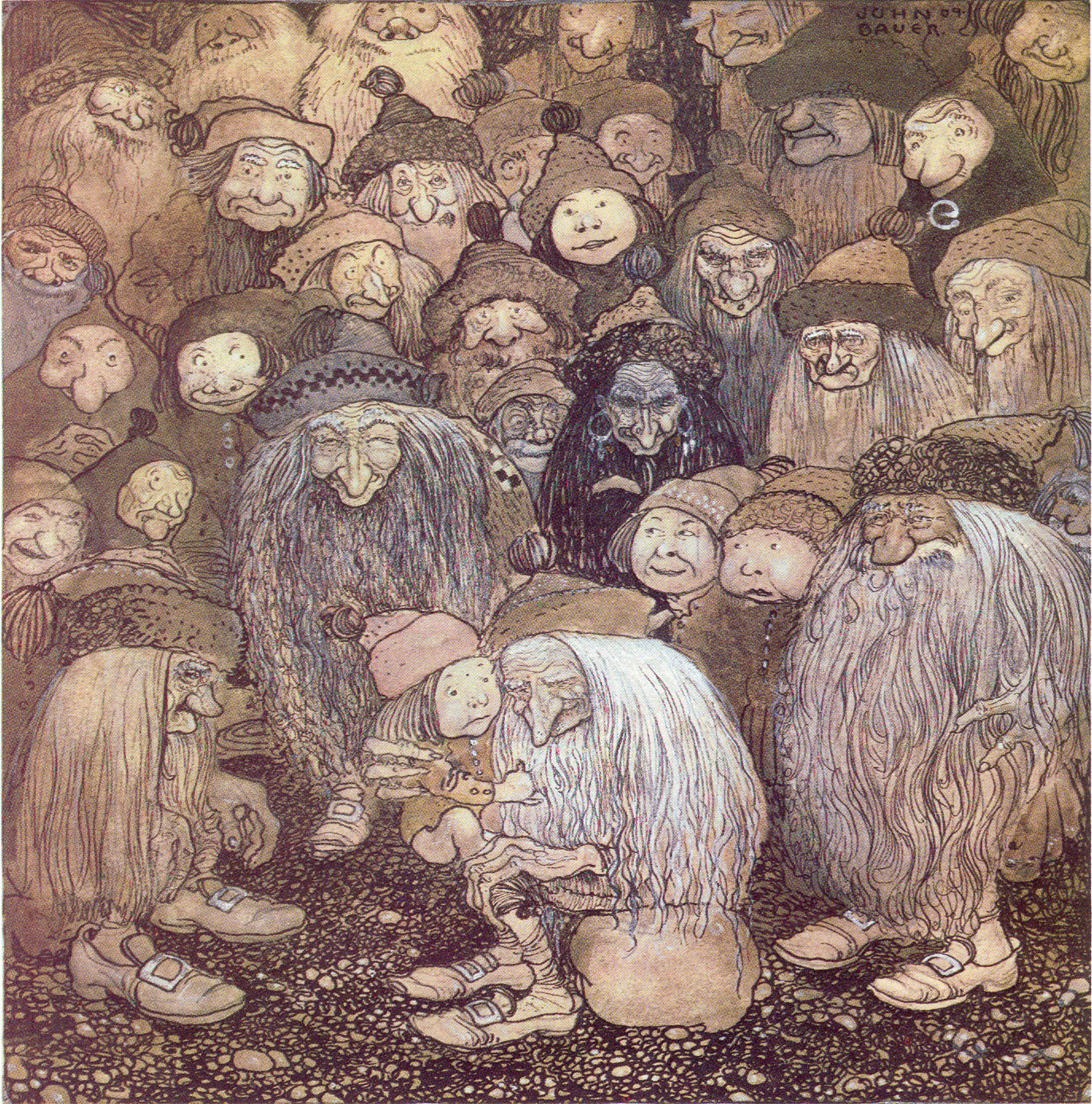
Ma come si arriva in montagna, chiese il figlio di Babbo Natale, illustrazione di John Bauer, del 1909.

Alfred Smedberg (Väddåkra, 22 luglio 1850 – Humla, 18 ottobre 1925) è stato un insegnante e scrittore svedese di narrativa per ragazzi.

## Biografia
Nacque da Inga Britta Pettersdotter (1820–1907) e da Josef Smedberg (1819–90), contadino e in seguito membro del parlamento. Dal 1873 al 1877 studiò presso il seminario degli insegnanti della scuola elementare di Växjö, e nel 1878 prese il ruolo presso una scuola elementare a Norrköping, dove rimase fino al suo pensionamento nel 1910. Nel 1915 tornò nella fattoria dei suoi antenati a Väddåkra (Humla) assieme alla moglie Vendela Johansson (1858-1937) e a loro figlio.
Alfred Smedberg divenne uno scrittore famoso ai suoi tempi. A partire dal 1890 pubblicò numerose fiabe, poesie e disegni su riviste e libri. Il suo primo libro, Minnen från skogsroten, fu pubblicato nel 1906, mentre l'ultimo, Guldäplen på silvertråd, fu pubblicato postumo nel 1927. Una raccolta della sua produzione editoriale di fiabe, poesie e racconti, costituita da 515 numeri, furono pubblicate fino al 1925, anno della sua scomparsa.
Molte delle fiabe di Smedberg risalgono a storie popolari e leggende che raccontavano di elfi, troll, streghe e rapine nella foresta, che sentì e memorizzò durante la sua infanzia. La sua opera fu contraddistinta da una varietà di temi come il patriottismo, l'umorismo e una forte religiosità. Il suo scritto più celebre, Tomtarnas julnatt (intitolato anche Midnatt råder o Tipp tapp), venne stampato per la prima volta sulla rivista per bambini Jultomten nel 1898. Molte delle sue storie vengon lette ancora oggi, alcune modificate per adattarsi a un pubblico più moderno.
Il fondo librario di Smedberg è conservato presso la biblioteca comunale di Borås. Nel 1992 è stata costituita la “Väddåkrastiftelsen för bevarande av Alfred Smedbergs”, un'associazione di promozione culturale della casa (oggi museo) dedicata alla scrittore svedese, situata ad Humla.

## Opere
- 1912 – Branta stigar - korta berättelser ur livet;[4]
- 1913 – Framåt och uppåt;[5]
- 1915 – Lustigt folk - berättelser, skisser och kulturbilder;[6]
- 1916 – Solljus och morgondagg - Sannsagor och äventyrshistorier berättade för de unga;[7]
- 1917 – Från gamla goda tiden - berättelser ur livet;[8]
- 1920 – Skatten i slottsmuren jämte andra berättelser för ungdom;[9]